# Breitblättrige Stendelwurz

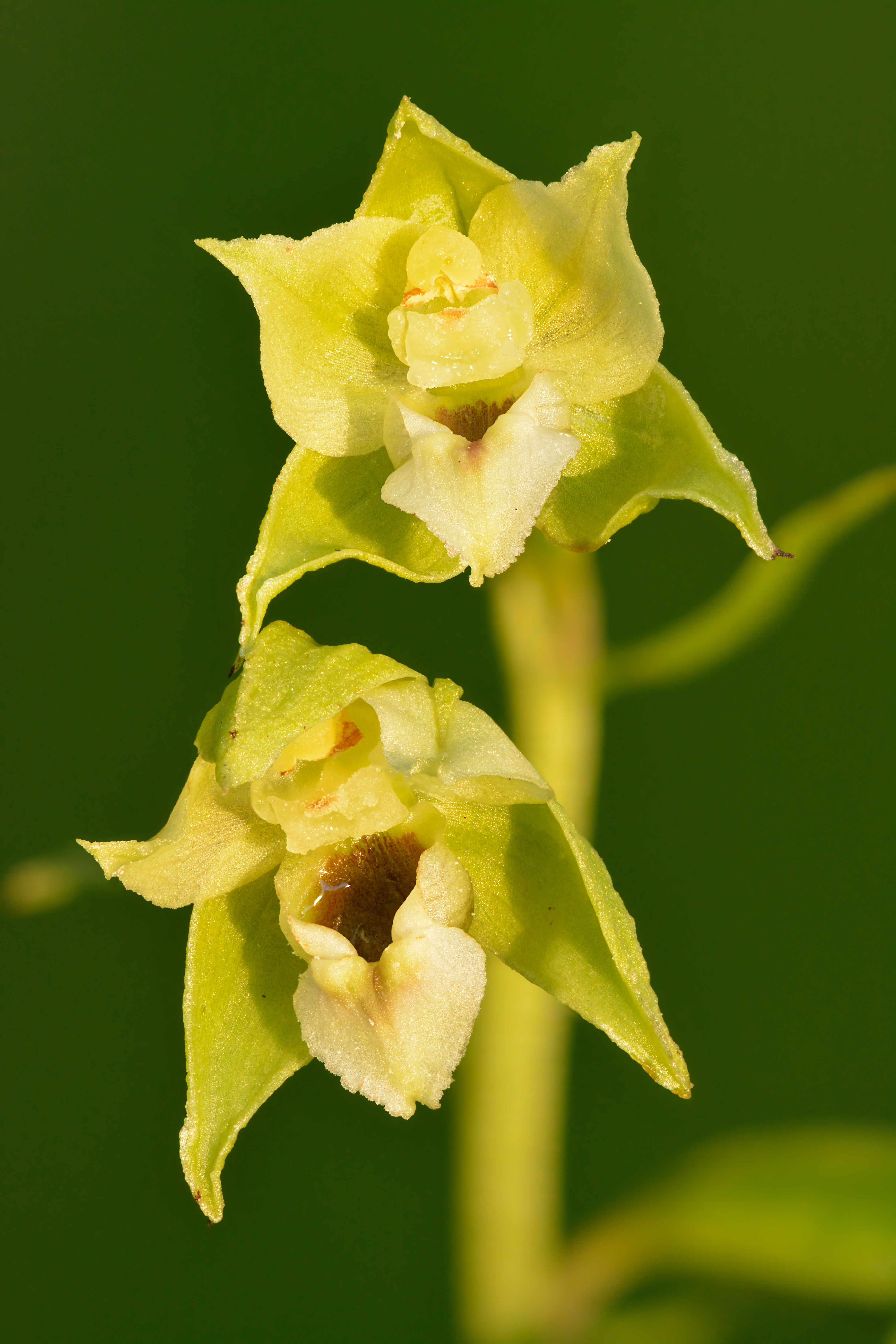
Blüten

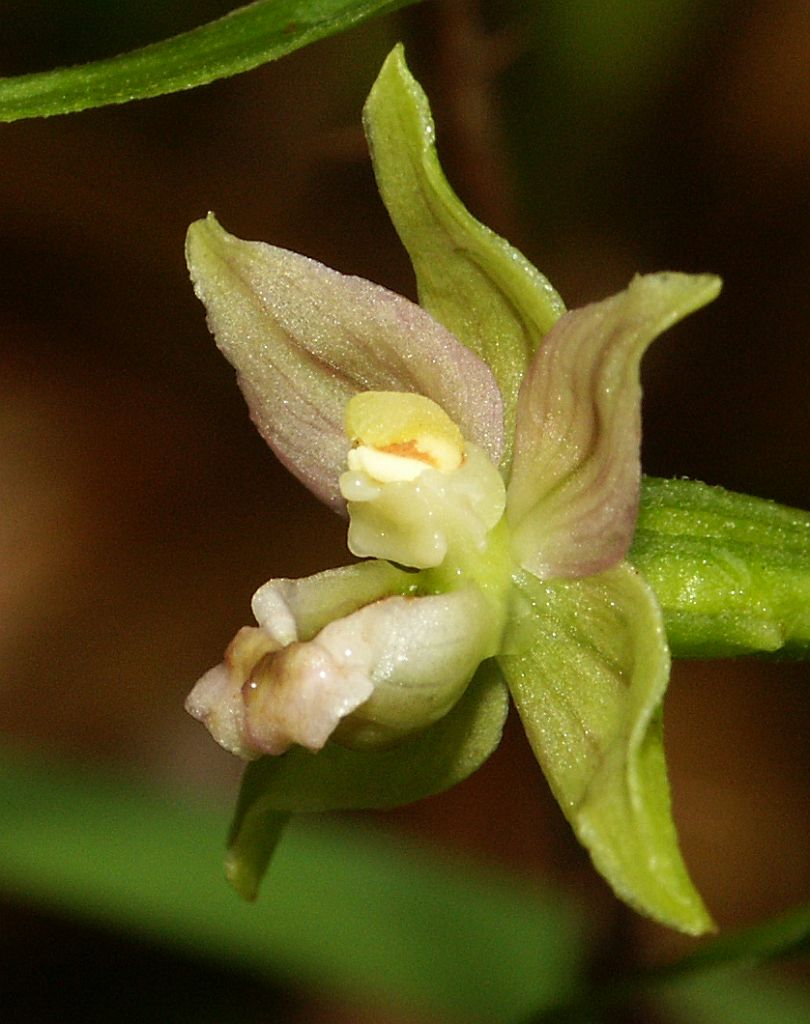
Gut zu erkennen sind in der Mitte der Blüte die Narbe, darüber die Klebdrüse und die unter der Antherenkappe hervortretenden Pollinien

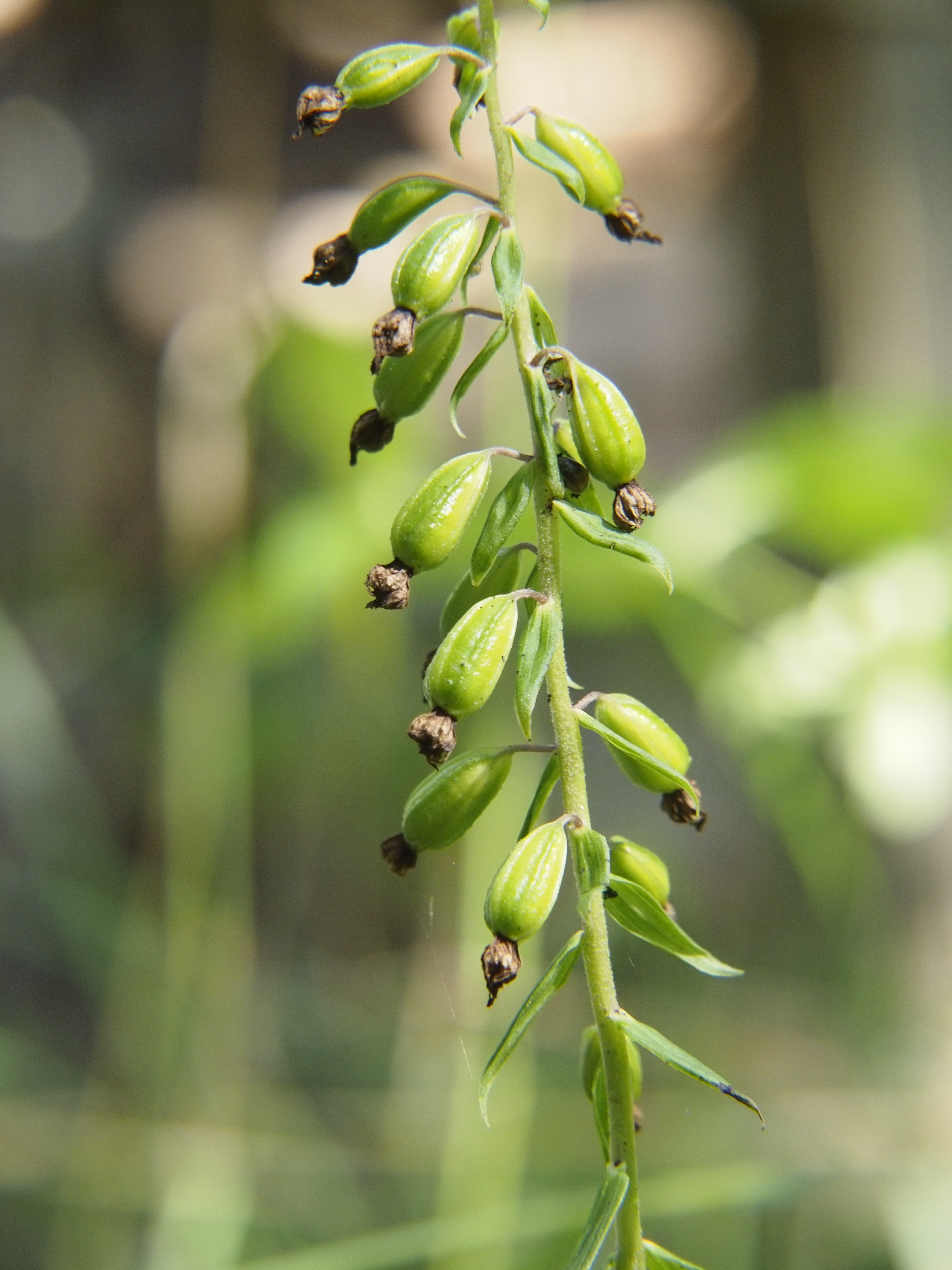
Früchte der Stendelwurz

Die Breitblättrige Stendelwurz (Epipactis helleborine), auch Breitblättrige Sumpfwurz oder Breitblättrige Sitter genannt, gehört zur Gattung der Stendelwurzen (Epipactis) in der Familie der Orchideen (Orchidaceae). Der heute gebräuchliche deutsche Name Breitblättrige Stendelwurz ist eine wörtliche Übersetzung eines früheren Synonyms dieser Orchideenart (Epipactis latifolia  (L.) All. 1785). Diese Pflanzenart ist in ihrem Bestand in Deutschland noch weitgehend ungefährdet. Seit den 1970er Jahren ist jedoch ein Rückgang der Vorkommen feststellbar. Um auf diesen Umstand hinzuweisen, wurde die Breitblättrige Stendelwurz (Epipactis helleborine) von den Arbeitskreisen Heimische Orchideen (AHOs) zur Orchidee des Jahres 2006 gekürt.

## Beschreibung
Die Breitblättrige Stendelwurz ist eine ausdauernde, krautige Pflanze, die Wuchshöhen zwischen 20 und 100 Zentimetern erreicht. Dieser Geophyt bildet ein Rhizom. Der kräftige Stängel ist kahl. Am unteren Ende des Stängels befinden sich die ovalen 4 bis 10 Zentimeter breiten Stängelblätter.
Sie beginnt Ende Mai auszutreiben und blüht zwischen Ende Juli und Ende August. Ihre zygomorphen Blüten sind weißrosa bis grünlich und haben den typischen Orchideenaufbau. Nach der Bestäubung, oft durch Faltenwespen, entwickeln sich Kapselfrüchte, die sich im August und September öffnen und so den Samen ausfallen lassen. Der staubfeine Samen kann mit dem Wind sehr weit getragen werden.
Die Chromosomenzahl ist 2n = 40. Es kommen aber auch die Zahlen 2n = 36, 38 oder 44 vor.

## Ökologie
Die Breitblättrige Stendelwurz ist ein Rhizom-Geophyt mit endotropher Mykorrhiza vom Orchideen-Typ. Der Pilzpartner ist gleichzeitig Mykorrhiza-Partner von Waldbäumen, und organische Substanzen, die aus dem Baum stammen, sind auch in der Orchidee nachzuweisen.

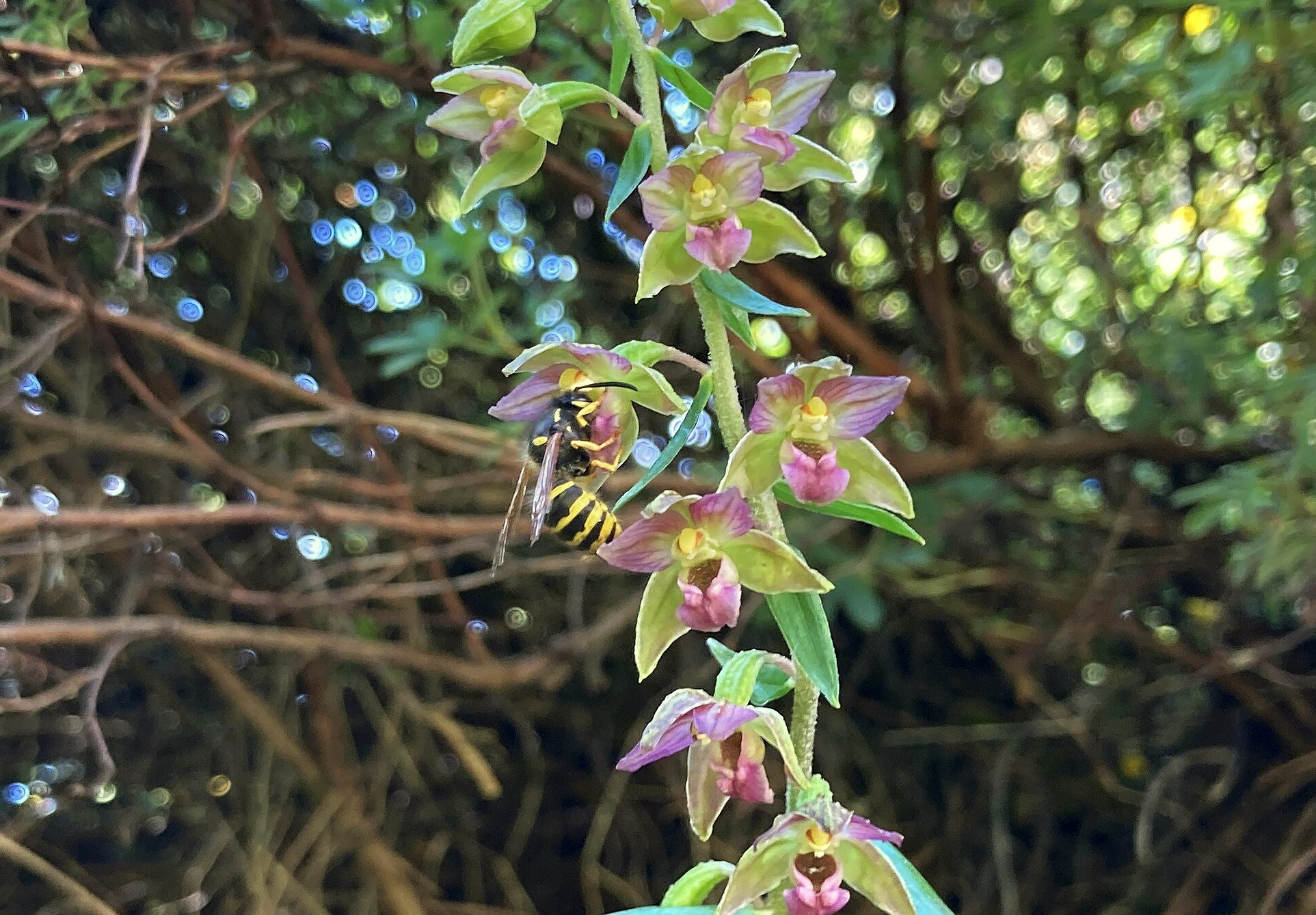
Wespe an der Blüte

Die Blüten sind „Lippenblumen vom Orchis-Typ“, ohne Sporn. Die Unterlippe besteht aus 2 gelenkartig miteinander verbundenen Teilen, der hintere wannenförmige Teil trägt das Nektarium. Bestäuber, z. B. Faltenwespen, Bienen und Fliegen, heften sich, wenn sie wieder zurückkriechen, durch Berühren der Klebdrüse das ungestielte Pollinium an den Kopf, das dann auf andere Blüten übertragen wird. Wespen besuchen  zwar die Blüten, tragen aber nicht zur Bestäubung bei, da sie sich die Pollinien nicht anheften. Selbstbestäubung ist selten. Blütezeit ist von Juli bis August.
Die Früchte sind hängende Kapseln, die sich bei Trockenheit mit Längsspalten öffnen. Die Kapseln setzen winzig kleine Samen in sehr großer Zahl frei, nämlich etwa 10.000 Samen pro Frucht. Sie werden durch den Wind ausgeblasen und breiten sich als Körnchenflieger mit einer Sinkgeschwindigkeit von 20 cm/s aus; dadurch können Flugweiten über 10 km erreicht werden. Fruchtreife ist von August bis September.
Vegetative Vermehrung erfolgt durch Verzweigung des Rhizoms.

## Vorkommen und Standort
Diese Orchidee wächst in Europa, Asien und Nordafrika, als Neophyt auch in Nordamerika. In Europa kommt sie in fast allen Ländern vor und fehlt nur in Island und in Moldau.
In den Laubwäldern auf den Jungmoränenplatten Norddeutschlands ist sie die am häufigsten vorkommende Orchidee. Diese Art wächst oft an Waldrändern und Lichtungen, da sie lichte bis halbschattige Wuchsorte bevorzugt. Gegenüber dem Kalkgehalt des Bodens ist diese Pflanzenart bis zu einem gewissen Grad anspruchslos. Sie toleriert zwar in seltenen Fällen kalkfreie Böden, kommt aber in Regionen mit solchen Böden hauptsächlich nahe oder direkt an Waldwegen mit Kalkschotterauflage vor. In den Allgäuer Alpen steigt sie im Schänzle am Schänzlekopf in Bayern bis zu 1730 m Meereshöhe auf.
Nach Baumann und Künkele hat die Art in den Alpenländern folgende Höhengrenzen: Deutschland 5–1400 Meter, Frankreich 0–2360 Meter, Schweiz 300–1860 Meter, Liechtenstein 446–1890 Meter, Österreich 180–1550 Meter, Italien 30–2000 Meter, Slowenien 50–1490 Meter. In Europa steigt die Art bis 2360 Meter auf, in Sikkim bis 4000 Meter Meereshöhe.
Die Breitblättrige Stendelwurz kommt in Gesellschaften der Verbände Fagion, Carpinion, Alno-Ulmion, seltener auch in denen des Quercion pubescentis vor.
Die ökologischen Zeigerwerte nach Landolt et al. 2010 sind in der Schweiz: Feuchtezahl F = 2w+ (mäßig trocken aber stark wechselnd), Lichtzahl L = 3 (halbschattig), Reaktionszahl R = 4 (neutral bis basisch), Temperaturzahl T = 3 (montan), Nährstoffzahl N = 3 (mäßig nährstoffarm bis mäßig nährstoffreich), Kontinentalitätszahl K = 4 (subkontinental).

## Naturschutz
Die Art ist in Deutschland durch die BArtSchV besonders geschützt.

## Taxonomie und Systematik
Die Breitblättrige Stendelwurz wurde 1753 von Carl von Linné in Species Plantarum Tomus II, S. 949 als Serapias helleborine erstbeschrieben. Die Art wurde 1769 von Heinrich Johann Nepomuk von Crantz als Epipactis helleborine (L.) Crantz in Stirpium Austriarum Fasciculus ed. 2, Band 2, Teil 6, S. 467 in die Gattung Epipactis gestellt.

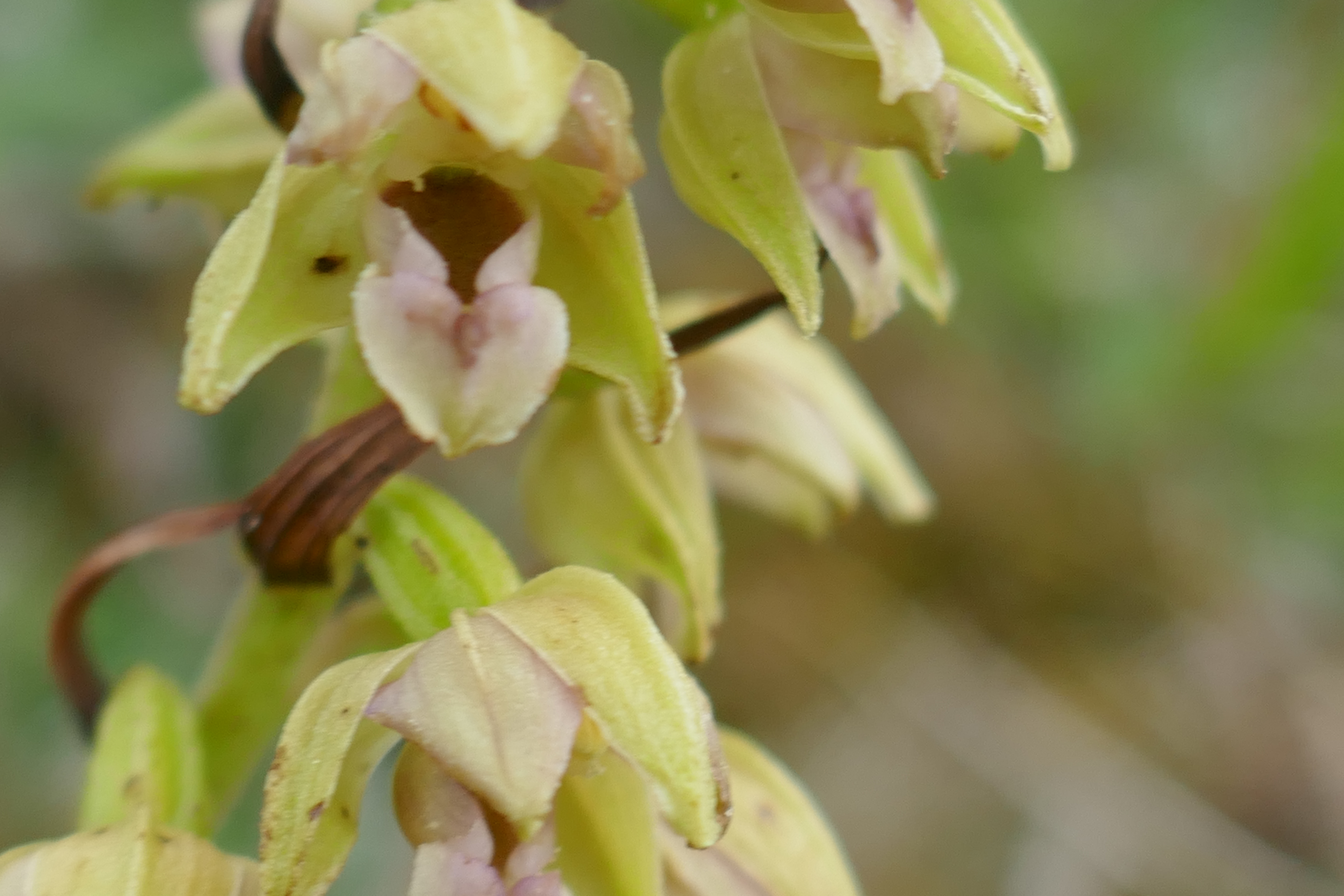
Niederländische Stendelwurz (Epipactis helleborine subsp. neerlandica)

Die Variationsbreite der Breitblättrigen Stendelwurz ist beträchtlich. Es lassen sich nach R. Govaerts folgende Unterarten und Varietäten unterscheiden:
- Epipactis helleborine subsp. bithynica (Robatsch) Kreutz (Syn.: Epipactis bithynica Robatsch): Sie kommt in der Türkei vor.[8]
- Epipactis helleborine subsp. degenii (Szentp. & Mónus) Kreutz (Syn.: Epipactis degenii Szentp. & Mónus): Sie kommt in Griechenland vor.[8]
- Epipactis helleborine subsp. densifolia (W.Hahn, Passin & R.Wegener) Kreutz (Syn.: Epipactis densifolia W.Hahn, Passin & R.Wegener): Sie kommt in der Türkei vor.[8]
- Epipactis helleborine subsp. helleborine: Sie kommt von Europa bis China vor.[8]
- Epipactis helleborine subsp. latina W.Rossi & E.Klein: Sie kommt in Italien und auf der nordwestlichen Balkanhalbinsel vor.[8]
- Epipactis helleborine subsp. leutei (Robatsch) Kreutz (Syn.: Epipactis leutei Robatsch): Sie kommt in Österreich, in Tschechien[8] und in Slowenien[7] vor.
- Epipactis helleborine subsp. levantina Kreutz, Óvári & Shifman: Sie kommt in der Türkei vor.[8]
- Epipactis helleborine subsp. molochina (P.Delforge) Kreutz (Syn.: Epipactis molochina P.Delforge): Sie kommt in Spanien vor.[8]
- Niederländische Stendelwurz (Epipactis helleborine subsp. neerlandica (Verm.) Buttler) (Syn.: Epipactis neerlandica (Verm.) Devillers-Tersch. & Devillers): Sie kommt an den Küsten von Westeuropa und Nordwesteuropa vor.[8] In Mitteleuropa kommt sie an der Küste von Nordsee und Ostsee vor.[7]
- Die Kurzblättrige Stendelwurz (Epipactis distans Arv.-Touv.) wird auch als Unterart Epipactis helleborine subsp. orbicularis (K.Richt.) E.Klein (Syn.: Epipactis orbicularis K.Richt.) oder Epipactis helleborine subsp. distans (Arv.-Touv.) R.Engel & P.Quentin geführt. Sie kommt in Europa vor.[8] In Mitteleuropa hat sie Vorkommen in Deutschland, Österreich, in der Schweiz, in Polen und in Norditalien.[7]
- Epipactis helleborine subsp. schubertiorum (Bartolo, Pulv. & Robatsch) Kreutz (Syn.: Epipactis schubertiorum Bartolo, Pulv. & Robatsch): Sie kommt im südlichen Italien vor.[8]
- Epipactis helleborine var. tangutica (Schltr.) S.C.Chen & G.H.Zhu (Syn.: Epipactis tangutica Schltr.): Sie kommt von Zentralasien bis Sibirien und China vor.[8]
- Epipactis helleborine subsp. tremolsii (Pau) E.Klein: Sie wird nach R. Govaerts als Art angesehen: Epipactis tremolsii Pau. Sie kommt im westlichen und im zentralen Mittelmeergebiet vor.[8]

## Trivialnamen
Für die Breitblättrige Stendelwurz bestehen bzw. bestanden auch die weiteren deutschsprachigen Trivialnamen: Frauenschüle, wild Niesswurz, Sumpfwurz (Thüringen), Wiesendingel (Schlesien) und Zywbel (Aargau).